# سلوى رشدان

سلوى رشدان (ولدت سنة 1986 في مراكش) هي عالمة وباحثة مغربية متخصصة في مجال البيئة والديناميكية البيولوجية للتنوع البيولوجي. تعمل حاليًا في وكالة الفضاء الأمريكية "ناسا" (NASA).

## حياتها
أكملت سلوى رشدان دراستها في مدينة مراكش، حيث حصلت على شهادة البكالوريا من ثانوية القاضي عياض سنة 2003. في سنة 2006، حصلت على الإجازة في البيئة من جامعة القاضي عياض، حيث تميزت في تخصص "البيئة والديناميكية البيولوجية للتنوع البيولوجي". ثم تابعت دراستها وحصلت على درجة الدكتوراه في مجال "البحث حول إمكانية تأقلم القطاع الفلاحي والنظم البيئية مع تغير المناخ، في إطار تشخيص مخاطره وتحديد أساليب التعامل معه، بهدف الوصول إلى استراتيجيات متكاملة وبرامج تنفيذية تساعد في الحد من آثاره السلبية، وتقديم بدائل من أجل حماية الموارد الإنتاجية والاستفادة من الأمطار".
تخصصت سلوى رشدان بشكل كامل في الأبحاث العلمية، وشاركت في العديد من المؤتمرات العالمية المتخصصة في مجال العلوم، كما استفادت من منح دراسية من عدد من المنظمات مثل الأمم المتحدة، المنظمة الإسلامية للتربية والعلوم والثقافة، والهيئة الألمانية للتبادل الثقافي. كما نفذت مشروعًا بحثيًا حول العلاقة بين العوامل المناخية والاجتماعية والاقتصادية بهدف تعزيز الأمن الغذائي في المغرب خلال الـ20 سنة القادمة. تم اختيار هذا المشروع من قبل المنظمة الدولية للبحث والتحليل والتدريب حول التغيرات المناخية، التي مقرها في واشنطن، ليكون من بين 24 مشروعًا حصلت على منح من أصل 220 مشروعًا تم تقديمه. في سنة 2013، وعندما كانت في السابعة والعشرين من عمرها، بدأت سلوى رشدان العمل في وكالة "ناسا" الأمريكية. 

## عضويتها
تعد سلوى رشدان عضوة في نادي الصحافة العلمية في مراكش منذ عام 2003، وكذلك في الاتحاد الدولي لدراسات علوم السكان. كما أنها متطوعة متخصصة في منتزه توبقال الوطني.